# Dzwonnik brodaty
Dzwonnik brodaty, dzwonnik araponga (Procnias averano) – gatunek średniej wielkości ptaka z rodziny bławatnikowatych (Cotingidae), zamieszkujący północną część Ameryki Południowej. Nie jest zagrożony wyginięciem.
MorfologiaDługość ciała 28 cm. Duży bławatnik z dziobem bardzo szerokim u nasady. Samiec – brązowa głowa, czarne skrzydła, reszta upierzenia biała. Z gardła zwisają pęczki czarnych wyrostków (wygląda to jak broda – stąd nazwa „dzwonnik brodaty”). Większość dnia spędza czatując w koronach. Owoce zrywa głównie w locie. Samica oliwkowozielona, od spodu żółta, gęsto zielono kreskowana.
Zasięg, środowiskoPółnocna część Ameryki Południowej. Pospolity w wilgotnych lasach, na nizinach i wyżynach.
Występuje m.in. w Parku Narodowym Serra das Confusões.
PodgatunkiWyróżniono dwa podgatunki P. averano:
- P. a. carnobarba (Cuvier, 1816) – północno-wschodnia Kolumbia, Wenezuela, zachodnia Gujana i północna Brazylia, Trynidad
- P. a. averano (Hermann, 1783) – północno-wschodnia Brazylia

StatusMiędzynarodowa Unia Ochrony Przyrody (IUCN) uznaje dzwonnika brodatego za gatunek najmniejszej troski (LC – Least Concern) nieprzerwanie od 1988 roku. Liczebność populacji nie została oszacowana, ale ptak ten opisywany jest jako rzadki i rozmieszczony plamowo. Trend liczebności populacji uznawany jest za spadkowy; w północno-wschodniej Brazylii liczebność spadła ze względu na utratę siedlisk i chwytanie do niewoli jako ptak klatkowy.